# Grafo de Grassmann
Los diagramas de Grassmann son una clase especial de grafos definidos a partir de sistemas de subespacios. Los vértices del diagrama de Grassmann {\displaystyle J_{q}(n,k)} son los subespacios de dimensión {\displaystyle k} de un espacio vectorial de dimensión {\displaystyle n} sobre un campo finito de orden {\displaystyle q}; dos vértices son adyacentes cuando su intersección tiene una dimensión de {\displaystyle (k-1)}.
Muchos de los parámetros de los diagramas de Grassmann son {\displaystyle q}-análogos de los parámetros de los diagramas de Johnson, y los diagramas de Grassmann tiene muchas de las mismas propiedades de gráficas que los diagramas de Johnson.
- Datos: Q85867362